# Miele
Miele (вимовляється Міле) — німецький виробник побутової техніки преміумкласу, заснований у місті Герцеброк-Кларгольц.
Нині компанія має представництва в 47 країнах світу і володіє 12 заводами (вісім у Німеччині і по одному в Австрії, Чехії, Румунії та Китаї). Штаб-квартира знаходиться в місті Гютерсло.

## Продукція
Компанія спеціалізується на виробництві пральних та сушильних машин, кухонних плит, кавових машин, посудомийок та пилососів. Інша лінія виробництва включає в себе вбудовану та кухонну техніку (плити, витяжки, пароварки, кавоварки, мікрохвильові печі), а також праски та холодильники.
Окрім того, компанія Miele єдиний виробник побутової техніки, який випускає серію власних мийних засобів до своєї техніки під маркою «Miele Care Collection».

## Гасло
Гасло Miele німецькою мовою: immer besser, що перекладається як «завжди краще», але також може означати «ставати дедалі краще і краще».